# 崔由姫

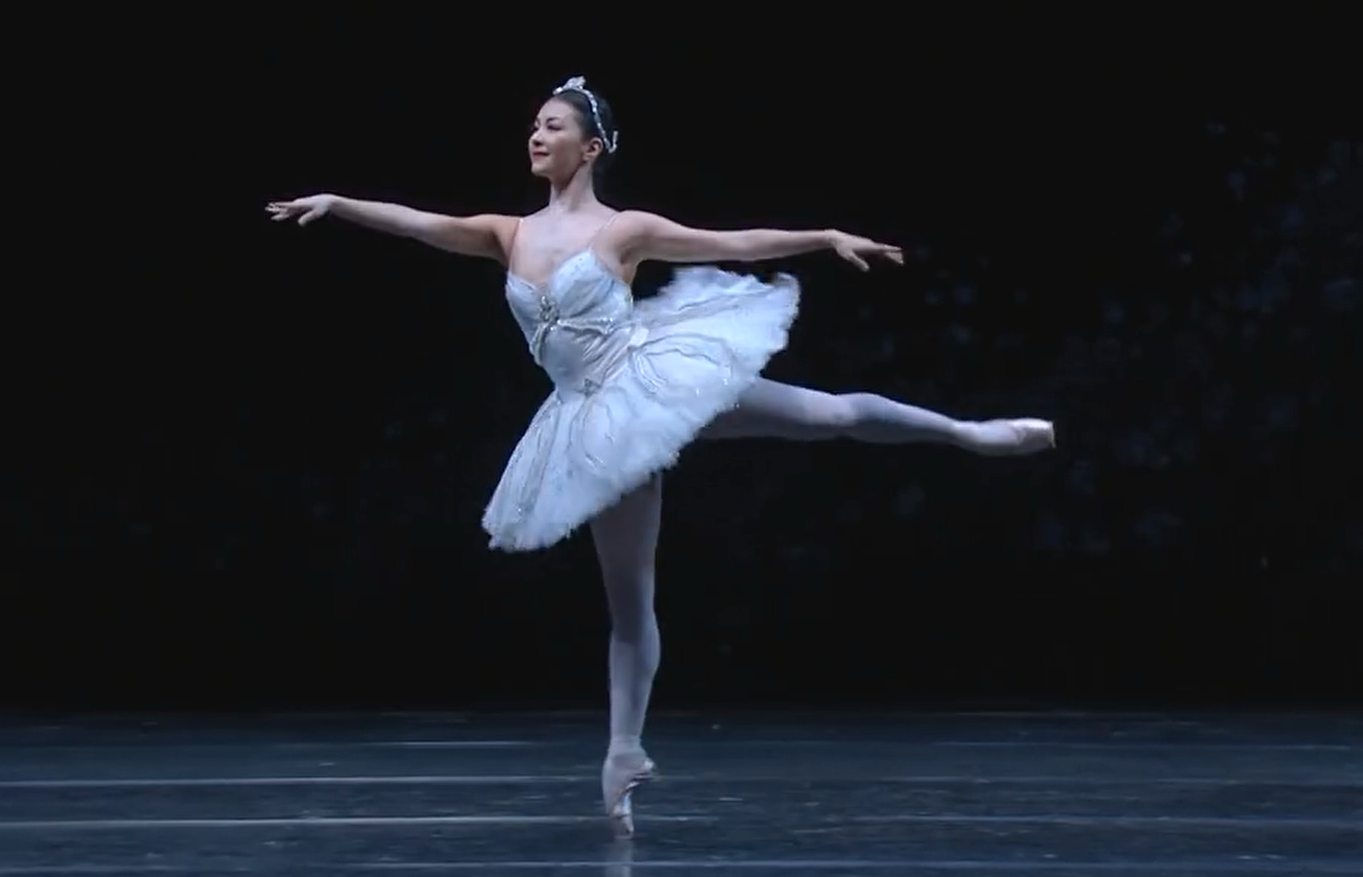
『ラ・バヤデール』に出演する崔由姫

崔 由姫（ハングル:최유희、チェ・ユフィ、Yuhui Choe、1984年9月29日 - ）は、福岡県北九州市出身でイギリスを中心に活動する在日コリアン（韓国籍在日4世）のバレリーナである。英国ロイヤル・バレエ団所属。

## 略歴
北九州朝鮮初中級学校出身。5歳でバレエを始め、2000年9月、14歳でパリの日仏芸術舞踊センターに単独留学。同年12月、パリ国際ダンスコンクールのジュニア部門で2位となる。2002年2月、17歳でローザンヌ国際バレエコンクールで1位となり、プロ研修賞と現代舞踊賞を獲得。
同年に英国ロイヤル・バレエ団の研修生となり、18歳で同バレエ団に正式入団した。2006年にファースト・アーティスト、2008年にファースト・ソリストに昇格。2009年には、英国舞台批評家協会賞の女性スポットライト賞を受賞している。